# Ölfarbe
Ölfarben sind Malfarben (farbgebende Beschichtungsstoffe), die aus trocknenden Ölen als Bindemittel und Pigmenten bestehen. Trocknende Öle härten durch Oxidation und Polymerisation und bilden zusammen mit den Pigmenten die gewünschte Farbschicht. In der europäischen Tafelmalerei wurden vorwiegend Leinöl, Walnussöl und Mohnöl mit und ohne Zusatzstoffe wie Sikkative oder Standöl verwendet.

## Verpackung

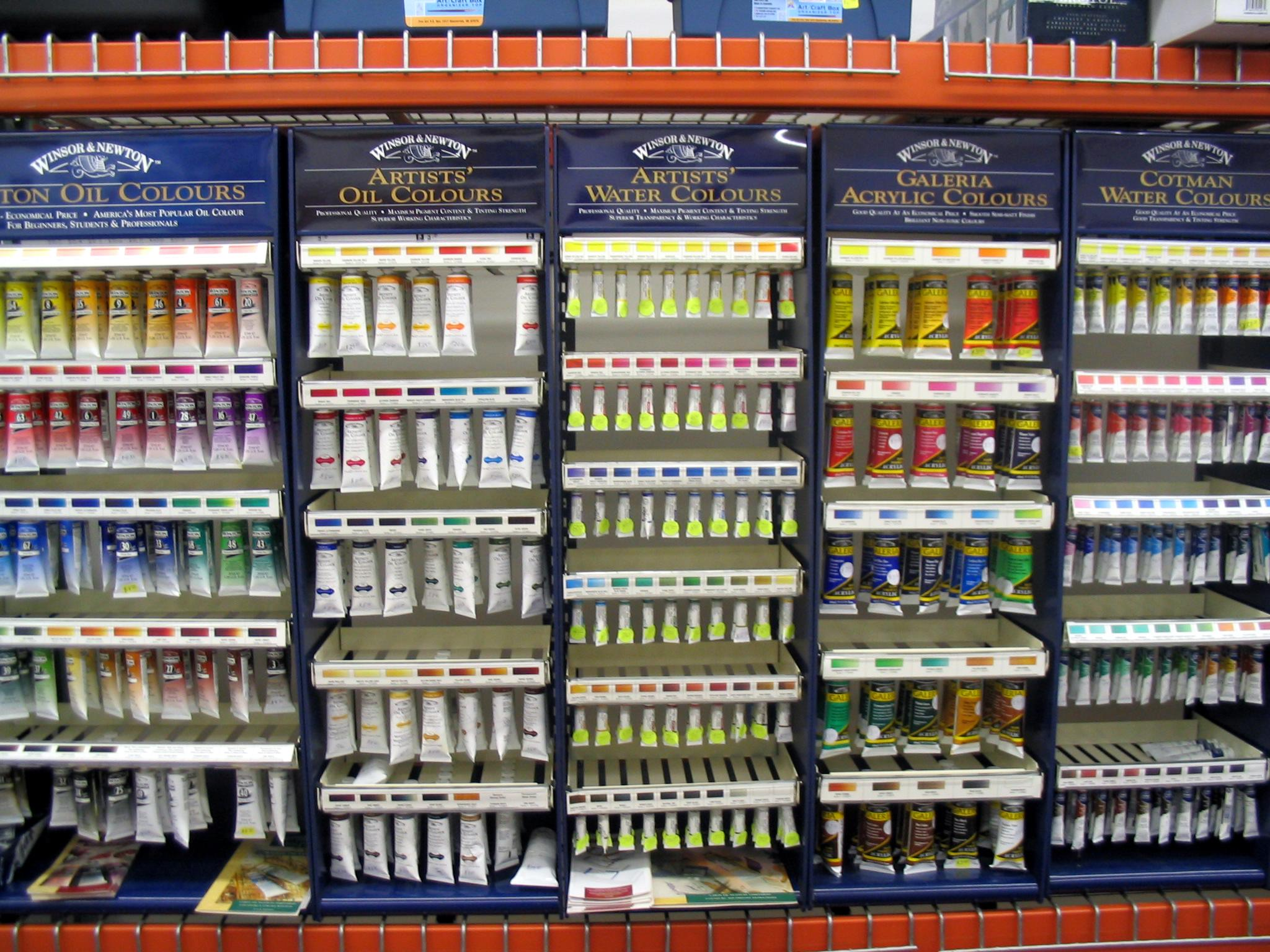
Auswahl an Ölfarben in einem Fachgeschäft

In der Regel werden Ölfarben für Künstler als Pasten in Tuben geliefert. Der amerikanische Maler John Goffe Rand (1801–1873) erhielt für die Tube am 11. September 1841 in den USA ein Patent (Nr. 2252), und im selben Jahr in England (Nr. 8863, auf Zinntuben mit Schraubdeckel und zugehöriger Füllmaschine). Er hatte sich über eintrocknende Farben geärgert und eine Tube aus Blei entwickelt, denn bis dahin mischten die Maler in ihren Ateliers die Farben erst unmittelbar vor dem Gebrauch an.
Die Zähigkeit liegt etwas höher als bei Zahnpasta und lässt sich mit geeigneten Malmitteln verdünnen. Auf den Tuben zwischen 20 g und 400 g zeigen ein bis fünf Sterne die Lichtechtheit, und meist ein Quadrat – entweder weiß, zur Hälfte oder ganz schwarz – die Deckkraft der Farbe an. Manche Künstler mischen ihre Ölfarben selbst an und haben so direkten Einfluss auf Deckkraft und Pastosität.

## Eigenschaften
Ölfarbe härtet wesentlich langsamer aus als beispielsweise Acryl- und Gouache-Farben. Die Aushärtung von trocknenden Pflanzenölen durch Aufnahme von Sauerstoff dauert schon bei dünnen Schichten einige Tage und kann bei dickerem Farbauftrag Jahre bis Jahrzehnte dauern. Diese Eigenschaft ist bei der Anfertigung von großformatigen Werken und der Nass-in-Nass-Technik von Vorteil. Die Trocknung kann durch Wärmebehandlung der Öle sowie insbesondere den Zusatz von Sikkativen beschleunigt werden; so behandelte Öle werden dann auch als Firnis bezeichnet. Mittlerweile sind im Handel Alkyd-Ölfarben erhältlich, die nach einem Tag fingertrocken sind. Zu den neueren Entwicklungen gehören auch wasserverdünnbare Ölfarben, durch die lösemittelhaltige Verdünner vermieden werden.
Durch spezielle Malmittel kann leicht angetrocknete Ölfarbe teilweise wiederbelebt werden.
Ölfarben zeichnen sich durch intensive Farben aus, von denen manche außerhalb des Farbraumes einer fotografischen oder drucktechnischen Wiedergabe liegen (z. B. Kobaltblau). Hohe Lichtechtheit, Deckkraft und Dauerbeständigkeit sind weitere Vorzüge.

## Anwendung
Ölfarben verlangen Erfahrung des Künstlers. Die Ölmalerei gilt als Königsdisziplin in der Malerei. Die Verarbeitung ist aufwändig. Eine Vorplanung des Kunstwerkes ist nötig – Ölgemälde benötigen aufgrund der Trocknungspausen entsprechend lange in ihrer Fertigstellung. Traditionelle Ölfarben können nicht mit Farbmitteln auf Wasserbasis gemischt werden. In den meisten Fällen wird auf Leinwand oder Holz gemalt. Ölfarbe haftet gut auf verschiedenen Untergründen. 
Zu dick aufgetragene Farbschichten können Risse oder Runzeln entwickeln. Es sollten darum mehrere dünne Schichten hintereinander aufgetragen werden, die zunächst eher „mager“ und dann zunehmend „fetter“ angemischt werden. Der Gehalt der Farbe an Pigmenten oder anderen Füllstoffen im Verhältnis zum Öl als Bindemittel soll also beim Auftrag von weiteren Schichten abnehmen.
Pastöse Malmittel zum Andicken von Ölfarbe werden auch als Malbutter bezeichnet und können Alkydharz enthalten.
Der Malgrund sollte leicht saugend, also etwas offenporig grundiert werden und auch die nachfolgenden Schichten sollen matt und porös aufgetragen werden, damit die Schichten aufeinander haften. Erst die letzte Schicht darf soviel Öl enthalten, dass sie als wasserundurchlässige Beschichtung wirkt.
Nach dem Auftrag von traditionellen Ölfarben sollten die Flächen zumindest zu Beginn der Trocknung nicht völlig vom Tageslicht abgeschlossen werden. Sonnenlicht fördert die Trocknung und vermindert die Vergilbung des Öls.
Um den Glanzgrad der Farbschicht zu erhöhen sowie gegebenenfalls zu deren Schutz wird bei Gemälden häufig ein Schlussfirnis aufgebracht. Traditionell wurden Weichharze wie Dammar und Mastix als Firnis eingesetzt, die jedoch auf Grund ihrer Vergilbung heutzutage durch Kunstharze ersetzt werden.

## Grundstoffe
Farbpigmente werden dem Öl zugemischt, um den gewünschten Farbton zu erhalten.
Die gebräuchlichsten Verdünnungs- und Lösemittel für Ölfarben sind Terpentinöl, Terpentinersatz (Testbenzin) sowie Ethanol (Spiritus).

### Härtende Öle
Ölfarben enthalten härtende Pflanzenöle, die je nach Öl auch als „trocknende“ oder „halbtrocknende“ Öle bezeichnet werden.
Die Iodzahl des Öls gibt einen Hinweis auf die Fähigkeit des Öls, durch Polymerisation auszuhärten.
Häufig verwendete Öle:
- Leinöl, vergilbt, daher eher für dunklere Farbtöne geeignet
- Mohnöl
- Walnussöl, wenig vergilbend, langsam trocknend
- Hanföl
- Sonnenblumenöl
- Safloröl, kaum vergilbend, langsam trocknend (die Endhärte wird nach etwa 4 Wochen erreicht)[10]
- Sojaöl, ein halbtrocknendes Öl
- Rizinusöl
- Perillaöl
- Tungöl (chinesisches Holzöl)
- Oiticicaöl aus den Nüssen eines brasilianischen Baums, dient als Ersatz für Tung- und Leinöl, ist jedoch deutlich dunkler und dickflüssiger
- Tallöl, wird aus Holzfasern gewonnen
- Standöle, sind besonders wetterfest und werden durch Erhitzen aus Leinöl oder jedem anderen Öl hergestellt

Leinöl, Mohnöl und Walnussöl werden in der Malerei auch als fette Öle bezeichnet.
Die Härtung basiert auf einer chemischen Reaktion des Luftsauerstoffes mit den Doppelbindungen der ungesättigten Fettsäuren und einer Umesterung der Bindungen zwischen Fettsäuren und Glycerol, was zu einer Quervernetzung der Moleküle führt; im Falle des Leinöls entsteht Linoxin. Bei der Oxidation entstehen Hydroperoxide, die radikalisch zerfallen und mit anderen Ölsäuremolekülen reagieren. Sogenannte Sikkative (z. B. Kobaltnaphthenat) fördern die radikalische Vernetzung. Gelegentlich werden auch synthetische Lösungsmittel hinzugesetzt (1,4-Polybutadienöle). Die Verfestigung der Farbe geschieht nur bei einer Verwendung von Lösungsmittel auch teilweise durch Trocknung. Je nach verwendetem Pflanzenöl neigen Ölfarben zur Vergilbung. Häufiger Kontakt mit Wasser führt zu einer Hydrolyse der Esterbindungen, dies mindert die Haltbarkeit speziell bei Ölfarben mit Lösemitteln auf Wasserbasis und führt bei lackierten Flächen zu einem Auswascheffekt. Die Trocknungszeit ist in der Regel länger als bei konventionellen Lacken. Leinölfarbe wird auch zur Grundierung von Baustahl eingesetzt, zusammen mit Eisenglimmer auch als Rostschutzfarbe.

### Öllack
Ölfarben mit Beimischung von Harzen werden als Lackfirnis bezeichnet. Werden neben Harzen auch Pigmente hinzugefügt, so erhält man einen Öllack bzw. Naturharzlack. Öllacke  sind schon seit über 2000 Jahren in China bekannt und werden auch heute noch verwendet (teilweise mit synthetischen Bindemitteln).
Der Lösemittelanteil kann bis zu 60 Prozent betragen, jedoch werden inzwischen auch mit Wasser emulgierte Lacke hergestellt.
Häufig werden Öllacke aus Leinöl, Tallöl, Rizinusöl und Perillaöl hergestellt, die unter Umständen zuvor zu Standölen verkocht wurden. Als Harze wurden traditionell natürliche Kopale, Kolophonium oder Schellack verwendet, heute auch synthetische Harze wie Alkyd- und Phenolharz.
Durch die Zugabe von Harzen erhöht sich die Oberflächenhärte der Beschichtung, während Trocknungszeit, Geschmeidigkeit und Witterungsbeständigkeit in der Regel abnehmen.

## Leinölfarbe für Bau und Handwerk
Zur Herstellung von Ölfarben für Bau und Handwerk werden Pigmente mit sogenanntem „gekochtem“ Leinöl verrieben und mit 0,09 bis maximal 3 % Trockenstoffen versetzt. Die höchste Qualität bieten Leinölfarben ohne Lösemittel und Aromaten. Sie benötigen zur Verarbeitung keine weiteren Zusätze, können bei Bedarf jedoch mit gekochtem Leinöl verdünnt werden. Da Leinölfarbe wasserabweisend, aber dampfdiffusionsoffen ist, eignet sie sich besonders für den Außenbereich (Fachwerk, Holzfassaden, Türen, Fenster, Klappläden, Holzkonstruktionen), weil Feuchtigkeit, die an Schadstellen eingedrungen ist, wieder ausdunsten kann. So wird einer Fäulnis- und Schimmelbildung vorgebeugt. Alternde Leinölanstriche sollten je nach Bewitterung alle fünf bis acht Jahre mit kalt gepresstem, „gekochtem“ Leinöl gepflegt werden. Sollte der Anstrich nach vielen Jahren und mehreren pflegenden Ölanstrichen verblassen, was besonders auf West- und Südseiten von Gebäuden der Fall ist, kann dieser überstrichen werden. Der Altanstrich muss dazu nicht entfernt, sondern nur durch Abbürsten gereinigt werden. In der Baudenkmalpflege wird von den Denkmalbehörden die Anwendung von traditioneller Leinölfarbe ohne flüchtige organische Verbindungen erwartet, da reine Leinölfarbe nach traditionellem Rezept hergestellt wird und somit wieder auf authentische historische Anstriche und Leinöl-Grundierung zurückgreift. Darüber hinaus bildet lösemittelfreie Leinölfarbe keine Schichten, die abblättern könnten, und sie lädt sich nicht statisch auf, wodurch sie Staub nicht anzieht.